# 베주
베주(과라니어: mbeju, 고대 투피어: mbeyu 베유, 스페인어: beyú 베유[*], 브라질 포르투갈어: beiju 베이주)는 타피오카(카사바 녹말)와 치즈를 넣어 만드는 파라과이·브라질 음식이다. 아메리카 원주민인 투피·과라니족 사람들의 요리이기도 하다. 브라질에서는 베이주를 흔히 "타피오카"라고 부른다.

## 만들기
타피오카(카사바 녹말), 달걀, 치즈, 우유, 소금을 넣어 반죽한 것을 라드에 지져 만든다.